# لورنزو موناکو
لورنزو موناکو به ایتالیایی: Lorenzo Monaco (به دنیا آمده با نام پیه رو دی جیوانی ۱۳۷۰–۱۴۲۵) یک نقاش ایتالیایی متعلق به اواخر دورهٔ گوتیک - اوایل رنسانس است. لورنزو در سیه‌نا به دنیا آمد؛ اطلاعات کمی از جوانی او در دسترس است اما او از جوتو دی بوندونه و پیروانش، اسپینلو آرتینو و آنیولو گادی تأثیر پذیرفته‌است. تابلوی تاجگذاری باکره که اکنون در اوفیتزی است، جزو آثار ستایش شدهٔ لورنزو است.
لورنزو موناکو از یک عفونت با دلیل نامعلوم از دنیا رفت بیماری او احتمالاً قانقاریا یا یک تومور بوده‌است. جورجو وازاری دربارهٔ زندگی نامهٔ لورنزو نوشته‌است.